# Stéphanie Cléau
Pour les articles homonymes, voir Cléau.
Stéphanie Cléau, née le 10 octobre 1975 à Paris, est une metteuse en scène, actrice et scénariste française.

## Biographie
Stéphanie Cléau grandit à Paris, puis à Sceaux. Après le baccalauréat, elle fait des études de géographie, puis entre à l'école de paysage de Versailles (ENSP).
Elle rencontre Jean-François Peyret dont elle devient l'assistante sur plusieurs spectacles, puis travaille avec Cyril Teste, Julien Lacroix, Christophe Fiat, Robert Cantarella, Noémie Lvovsky, Gilles Gaston-Dreyfus, Nicolas Boukhrief avant de réaliser ses propres adaptations et créations,.
Elle a été pendant une dizaine d'années la compagne de Mathieu Amalric, qu'elle a rencontré en 2005 lors de leur travail sur la pièce Les Variations Darwin de Jean-François Peyret et Alain Prochiantz et avec qui elle a eu un enfant en 2007.
Elle est membre du Collectif 50/50 qui a pour but de promouvoir l’égalité des femmes et des hommes et la diversité dans le cinéma et l’audiovisuel,.

## Théâtre
- 2014 : Le Moral des ménages d'après le roman homonyme d'Éric Reinhardt, adaptation théâtrale et mise en scène de Stéphanie Cléau avec Mathieu Amalric et Anne-Laure Tondu ; au Cent Quatre, reprise théâtre de la Bastille[7].
- 2015 : Père d'August Strindberg, mise en scène d'Arnaud Desplechin, collaboration artistique de Stéphanie Cléau, à la Comédie-Française [8].
- 2016 : Moi, j'aime pas Lucky Luke, de Stéphanie Cléau, festival Pulp de La Ferme du Buisson[9] et à la Cinémathèque française[10]
- 2019 : Angels in America, mise en scène d'Arnaud Desplechin, collaboration artistique de Stéphanie Cléau, à la Comédie-Française[11].

## Filmographie

### Actrice
- 2009 : Bancs publics (Versailles Rive-Droite) de Bruno Podalydès – la mère au landau
- 2014 : La Chambre bleue de Mathieu Amalric – Esther Despierre
- 2015 : Comme un avion de Bruno Podalydès – la femme du jardin
- 2016 : Éperdument de Pierre Godeau – Élise Firmino
- 2020 : Azor d'Andreas Fontana – Inès

### Scénariste
- 2014 : La Chambre bleue de Mathieu Amalric

## Distinctions
- Nomination au César de la meilleure adaptation lors des César 2015 pour La Chambre bleue